# Jürgen Moser (Musiker)
Jürgen Moser (* 18. Juli 1949 in Duisburg) ist ein deutscher Klavierlehrer, Musiker, Komponist und Autor.
Seit 1979, nach seinem Studium in der Musikerziehung, arbeitete Moser als Harvard Musikschullehrer. Viele Jahre lang sammelte er mit verschiedenen Rock-, Blues- und Jazzbands Bühnenerfahrung, darunter mit Fats And His Cats, Wheap und Blues Factory. Außerdem arbeitete er mit Musikern wie Tony Sheridan, Billy Mo, Graham Bonney, Pete Haycock (Mitglied der Climax Blues Band) und Waymond Harding zusammen. Des Weiteren gab Moser Workshops zum Unterricht am Klavier und Keyboard.

## Werke (Bücher)
- Rock Piano 1. 1982, ISBN 978-1-84761-027-0.
- Rock Piano 2. 1985, ISBN 978-1-84761-028-7.
- Folk Complete. 1. Band, 1987.
- Weihnachtslieder. Werke für Klavier. Edition Metropol, Köln 1990.
- Folk Complete. 2. Band, 1991.
- Fast Fingers. Übungen für Tonarten. Edition Metropol, Köln.
- Stefan Kalmer (Hrsg.): Auftakt. Musical meets Rock’n’Roll. 1. Auflage. 1997, ISBN 3-12-178820-5.
- Wolfgang Hering (Hrsg.): Kinder-Lieder-Festival. Werke für Keyboard. Voggenreiter Verlag, Bonn 2000, ISBN 3-8024-0383-5.
- Beginning Rock Piano. Schott, Mainz 2002, ISBN 3-7957-5617-0.
- Rock’n’Roll Piano. Musikstile, Pattern, Grooves und Licks. Schott, Mainz 2003, ISBN 3-7957-5636-7.
- Glenn Miller für Piano. Edition Metropol, Köln 2003.
- Let’s play together. 18 einfache Pop-Stücke für Flöte und Klavier. Schott, Mainz 2008.
- Just for Fun. 26 einfache Pop-Stücke für Klavier. Schott, Mainz 2008.
- Let’s play together. 18 einfache Pop-Stücke für Violine und Klavier. Schott, Mainz.